# Amerikansk mård
Amerikansk mård (Martes americana) är ett rovdjur i släktet mårdar som förekommer i Nordamerika. Det finns stora likheter mellan den amerikanska och den europeiska mården och förstnämnda djur betraktas av några zoologer som underart till den sistnämnda.

## Utseende
Som hos de flesta mårddjur är kroppen långsträckt och smal med korta extremiteter. Pälsen har huvudsakligen en brun färg, huvudet är grå och extremiteterna samt svansen är svarta. Precis som den europeiska mården har djuret en krämfärgad fläck på halsens framsida men hos den amerikanska mården är denna betydligt mindre. Vuxna djur uppnår en kroppslängd av 32 till 45 cm och den yviga svansen är 14 till 23 cm lång. Hanar uppnår en vikt mellan 0,5 och 1,3 kg och honor mellan 0,3 och 0,9 kg.

## Utbredning och habitat
Den amerikanska mården förekommer i stora delar av Alaska och Kanada med undantag av de allra nordligaste områdena. Den lever också i USA i Klippiga bergen, vid de stora sjöarna och i New England. Populationerna i västra USA är inte sammanhängande. Arten når där i syd norra Kalifornien och Colorado. Habitatet utgörs huvudsakligen av skogar. Amerikansk mård är vanligast i täta barrskogar med några trädstammar liggande på marken.
Under 1800-talet fanns amerikansk mård även i sydöstra USA.

## Levnadssätt
Denna art är i stort sett aktiv på natten. På dagen gömmer sig djuret i håligheter i träd, bergssprickor eller underjordiska bon som byggts av andra djur. Den amerikanska mården letar sin föda på marken och i träd och är duktig på att simma och dyka. Den håller ingen vinterdvala.
Som hos de flesta mårddjur har varje individ ett revir. I genomsnitt är territoriet för hanar 8 kvadratkilometer och för honor 2,3 kvadratkilometer stort men storleken varierar beroende på habitat och tillgång till föda. Dessa djur lever huvudsakligen ensamma men ibland iakttas par av olika kön som jagar tillsammans. Reviret markeras med körtelvätska.
Livslängden varar i naturen upp till tolv och i fångenskap upp till sjutton år.

### Föda
Amerikanska mårdar är allätare men huvuddelen av bytet består av gnagare och andra små däggdjur. Dessutom äter de fåglar, insekter, as och även frukt. För att nå sina byten kan mården följa efter, sitta i ett bakhåll eller gräva fram de från deras underjordiska bon.

### Fortplantning
Parningen sker under sommaren mellan juni och augusti men på grund av att ägget vilar en tid börjar den egentliga dräktigheten först i februari. Dräktigheten varar i ungefär en månad och i mars eller april föder honan ett till fem (i genomsnitt 2,6) ungdjur. Dessa är till en början blinda och öppnar efter cirka 39 dagar ögonen. Efter 6 veckor sluter honan att dia ungarna och efter ungefär 3,5 månader är ungarna fullt utvecklade. Ungarna blir efter två år könsmogna.
Honan fodrar lyan med torra växtdelar före ungarnas födelse. Ungarnas uppfostring skötas främst av honan. Ibland syns hannar tillsammans med en hona och hennes ungar.

## Hot
På grund av att djurets päls anses som värdefull blev den tidigare jagad. I några delar av utbredningsområdet minskade beståndet tydligt. I New England och Michigan räknades arten tidvis som utdöd men idag finns åter amerikanska mårdar där. I olika regioner finns skyddszoner för arten som allmänt inte räknas till de hotade arterna. Det beror väsentligen på det stora beståndet i Kanada.